# Ламон, Софи
Софи Ламон (фр. Sophie Lamon; 8 февраля 1985, Сьон, Швейцария) — швейцарская фехтовальщица, серебряная медалистка летних Олимпийских игр 2000 года, серебряная медалистка чемпионата мира 2001 года в команде, чемпионка Европы 2000 года в команде. Самый юный призёр Олимпийских игр по фехтованию в истории (15 лет и 224 дня).

## Спортивная биография
Заниматься фехтованием Софи начала в 5 лет, под руководством своего отца Эрнеста, который являлся 10-кратным чемпионом Швейцарии. В 1999 году Ламон начала выступать на юниорских мировых первенствах, а уже в июле 2000 года она в составе взрослой сборной Швейцарии стала чемпионкой Европы в командной шпаге.
В сентябре того же года 15-летняя Софи отправилась в Сидней на летние Олимпийские игры, став самой молодой спортсменкой в составе швейцарской делегации. В индивидуальной шпаге Софи очень уверенно преодолела два раунда, одолев при этом 4-ю сеяную итальянку Кристиану Кашиоли, но в 1/8 финала юная спортсменка уступила россиянке Татьяне Логуновой 8:15. В командном турнире сборная Швейцарии в четвертьфинале победила сборную Кубы 45:38, а в полуфинале разгромила сборную Китая 45:33. В финале соревнований соперницами швейцарок стала сборная России. В первом же поединке Ламон вновь встретилась с Логуновой и вновь уступила ей 2:5, следующей соперницей Ламон стала Оксана Ермакова. Софи в своём поединке одержала убедительную победу 10:5, сократив отставание своей сборной до 1 очка. В предпоследнем поединке матча Ламон встретилась с опытнейшей Марией Мазиной. Поединок получился очень результативным и закончился победой россиянки 16:10, что позволило сборной России уйти в отрыв 40:32, а в следующем поединке Логунова одолела Джанну Хаблютцель-Бюрки 5:3 и оформила итоговый результат 45:35 в пользу россиянок. Тем самым Софи Ламон стала обладательницей серебряной медали, став самой молодой олимпийской медалисткой в фехтовании за всё время. Прежний рекорд был установлен кубинцем Рамоном Фонстом на Играх 1900 года (16 лет и 274 дня) и держался более 100 лет (Фонст остался самым юным чемпионом).
В 2001 году Ламон вновь стала призёром крупного международного соревнования. Во французском Ниме на чемпионате мира сборная Швейцарии, с Ламон в составе, завоевала серебро в командной шпаге.
После этих успехов результаты швейцарской сборной начали стремительно падать и следующую награду крупного турнира пришлось ждать 8 лет, когда в 2009 году на чемпионате Европы швейцарки стали третьими в командной шпаге. Зато на молодёжном уровне Ламон смогла выиграть все титулы. В 2005 году Софи смогла стать чемпионкой мира среди юниоров, как в личном, так и командном первенстве.
В 2008 году Ламон вновь приняла участие в летних Олимпийских играх. В Пекине в фехтовальной программе не было командной шпаги и поэтому Ламон смогла выступить только в личном первенстве. Однако выступление на играх не получилось удачным. Уже во втором раунде Софи уступила опытной китаянке Ли На и выбыла из дальнейшей борьбы.
В 2011 году завершила спортивную карьеру.